# Vandområdeplan 1.4 Nissum Fjord
Vandplan 1.4 Nissum Fjord er en vandplan, der omfatter hovedvandoplandet til Nissum Fjord og udgør et areal på godt 1.600 km² eller ca. 4 % af
Danmarks areal. Oplandet går som en kile fra vestkysten og Nissum Fjord ca. 90 km mod sydøst til oplandsgrænsen ved Hjøllund, 15 km sydøst for Ikast. Mod sydvest
afgrænses oplandet af Nørresø og Husby Sø og mod nordøst af
bakkerne i forbindelse med hovedopholdslinien fra sidste istid, Weichsel-istiden.
I oplandet findes 868 km målsatte vandløb, godt 3.000 søer, hvoraf 17 søer er større end 5 ha og 10 grundvandsforekomster. 
- I oplandet er der 34 vandværker.
- I 2010 var der i området i alt 18 større rensningsanlæg
- Der er 16 ferskvandsdambrug.

Oplandets kystvande er Nissum Fjord samt Vesterhavet, som er forbundet ved en sluse i Thorsminde. Nissum Fjord dækker et areal på ca. 64 km² og består af 3 bassiner Yder Fjord (inkl. Bøvling Fjord), Mellem Fjord og Felsted Kog. 
Storåen afvander ca. 70 % af oplandet og har sit udløb i Felsted Kog. Oplandet afgrænses mod nord af morænelandskabet fra sidste istid. Her er jorden leret, og fra Dybe Å og til Sevel er det domineret af dødishuller. Store dele af den nordlige del af oplandet er domineret af smeltevandssletterne ved Karup og Klosterhede. På smeltevandssletten rejser bakkeøerne sig, domineret af den store Skovbjerg Bakkeø,
som udgør hele den sydlige del af oplandet.
Dybe Å har oplandsgrænser til den nordvestlige del af oplandet til
Nissum Fjord, men løber direkte til Nordsøen. Oplandet omfatter ca.
16 km² og er domineret af landbrug. Desuden er den åbne vestkyststrækning
fra midten af Husby Klitplantage i syd til Dybe Å i nord medtaget.

## Natura 2000
Der er 8 habitatområder, 2 fuglebeskyttelsesområder og 1 Ramsarområde som ligger helt eller delvist i hovedvandoplandet. Disse er samlet i 7 Natura 2000-områder.

## Indsatser
Behov for vandløbsrestaurering på 97 km af de i alt 868 km vandløb i området, 218 km har behov for ændret vedligeholdelse, og der skal fjernes 80 vandløbsspærringer. 159 km har behov for forbedring af minimumsvandføringen. 295 km opfylder ikke målene for faunaklasse.
Opstemningen ved Vandkraftsøen ved Holstebro Vandkraftværk er
menneskeskabt, og søen skal som udgangspunkt– i vandrammedirektivets
terminologi betragtes som et stærkt modificeret
vandområde med de miljømål, der gælder for et sådant, men der er ikke fuld klarhed over, hvordan direktivets bestemmelser om passageforhold skal tolkes i forhold til vandkraftsøer.